# Philip Massinger
Philip Massinger (Salisbury, 24 de novembro de 1583 – Londres, 17 de março de 1640) foi um dramaturgo inglês.
Suas peças bem elaboradas, incluindo A New Way to Pay Old Debts, The City Madam e The Roman Actor, são conhecidas por sua sátira e realismo, e seus temas políticos e sociais.

## Início da vida
Filho de Arthur Massinger ou Messanger, ele foi batizado em St. Thomas's Salisbury em 24 de novembro de 1583. Ele aparentemente pertencia a uma antiga família de Salisbury, pois o nome ocorre nos registros da cidade já em 1415. Ele é descrito em sua entrada de matrícula em St. Alban Hall, Oxford (1602), como filho de um cavalheiro. Seu pai, que também havia sido educado em St. Alban Hall, era membro do parlamento e estava ligado à casa de Henry Herbert, 2º Conde de Pembroke. Herbert recomendou Arthur em 1587 para o cargo de examinador no Tribunal das Marcas.
William Herbert, 3º Conde de Pembroke, que viria a supervisionar o palco de Londres e a companhia real como Lord Chamberlain do rei James, sucedeu ao título em 1601. Foi sugerido que ele apoiou Massinger em Oxford, mas a omissão de qualquer referência para ele em qualquer um dos prefácios de Massinger aponta para o contrário. Massinger deixou Oxford sem se formar em 1606. Seu pai havia morrido em 1603, e isso pode tê-lo deixado sem assistência financeira. A falta de um diploma e a falta de patrocínio de Lord Pembroke podem ser explicadas na suposição de que ele se tornou católico romano. Ao deixar a universidade, foi para Londres para ganhar a vida como dramaturgo, mas seu nome não pode ser definitivamente afixado em nenhuma peça até quinze anos depois, quando A Virgem Mártir (registrado na Stationers Company, 7 de dezembro de 1621) apareceu como obra de Massinger e Thomas Dekker.

## Primeiras jogadas
Durante estes anos trabalhou em colaboração com outros dramaturgos. Uma carta conjunta, de Nathan Field, Robert Daborne e Philip Massinger, para Philip Henslowe, pede um empréstimo imediato de cinco libras para liberá-los de sua "infeliz extremidade", o dinheiro a ser retirado do saldo devido para o "jogo de O do Sr. Fletcher e o nosso. Um segundo documento mostra que Massinger e Daborne deviam a Henslowe £ 3 em 4 de julho de 1615. A nota anterior provavelmente data de 1613, e dessa época Massinger aparentemente trabalhou regularmente com John Fletcher. Sir Aston Cockayne, amigo constante e patrono de Massinger, refere-se em termos explícitos a esta colaboração em um soneto dirigido a Humphrey Moseleyna publicação de sua edição in-folio de Beaumont e Fletcher (Pequenos Poemas de Divers Sorts, 1658), e em um epitáfio sobre os dois poetas ele diz: "Peças que eles escreveram juntos, eram grandes amigos, E agora um túmulo os inclui em seus fins".

## Massinger e os Homens do Rei
Após a morte de Philip Henslowe em 1616, Massinger e Fletcher começaram a escrever para os Homens do Rei. Entre 1623 e 1626 Massinger produziu sem ajuda para Lady Elizabeth's Men, tocando então no Cockpit Theatre, três peças, The Parliament of Love, The Bondman e The Renegado. Com exceção dessas peças e O Grande Duque de Florença, produzido em 1627 pelos Homens da Rainha Henriqueta, Massinger continuou a escrever regularmente para os Homens do Rei até sua morte. O tom das dedicatórias de suas peças posteriores oferece evidência de sua pobreza contínua. No prefácio de A Dama de Honra (1632) ele escreveu, dirigindo -se a Sir Francis Foljambe e Sir Thomas Bland: "Eu não tinha até agora subsistido, mas fui apoiado por suas frequentes cortesias e favores".
O prólogo do The Guardian (licenciado em 1633) refere-se a duas peças mal-sucedidas e dois anos de silêncio, quando o autor temia ter perdido o favor popular. É provável que essa ruptura em sua produção se deva ao livre manejo dos assuntos políticos. Em 1631, Sir Henry Herbert, o Mestre das Festas, recusou-se a licenciar uma peça sem nome de Massinger por causa de "questão perigosa como a deposição de Sebastião, Rei de Portugal", calculada presumivelmente para pôr em perigo as boas relações entre a Inglaterra e a Espanha. Há pouca dúvida de que esta era a mesma peça que Believe as You List, em que o tempo e o lugar são alterados, sendo Antíoco substituído por Sebastião e Roma pela Espanha. No prólogo, Massinger pede desculpas ironicamente por sua ignorância da história e afirma que sua precisão é falha se sua imagem se aproximar de "um exemplo tardio e triste". O óbvio "exemplo tardio e triste" de um príncipe errante não poderia ser outro senão o cunhado de Carlos I, o Eleitor Palatino. Uma alusão ao mesmo assunto pode ser traçada em The Maid of Honor. Em outra peça de Massinger, não existente, conta-se que Carlos I teria riscado uma passagem colocada na boca de Don Pedro, rei da Espanha, como "insolente demais". O poeta parece ter aderido de perto à política de seu patrono, Philip Herbert, 4º Conde de Pembroke, que tinha inclinações para a democracia e era um inimigo pessoal do duque de Buckingham. O servilismo para com a Coroa exibido nas peças de Beaumont e Fletcher refletia o temperamento da corte de Jaime I. A atitude dos heróis e heroínas de Massinger em relação aos reis é muito diferente. As observações de Camiola sobre as limitações da prerrogativa real (Dama de Honra, Ato V, Cena v) dificilmente poderiam ser aceitas na corte.

## Morte
Massinger morreu subitamente em sua casa, perto do Globe Theatre, e foi sepultado no adro da igreja de St. nada mais do que pertencer a outra paróquia. Ele está enterrado na mesma tumba que Fletcher. Essa sepultura pode ser vista até hoje na capela-mor do que hoje é a Catedral de Southwark, perto da London Bridge, na margem sul do Tâmisa. Lá os nomes de Fletcher e Massinger aparecem em placas adjacentes colocadas no chão entre as cadeiras do coro. Ao lado deles há uma placa comemorativa de Edmund Shakespeare (irmão mais novo de William) que está enterrado na catedral, embora a localização exata de seu túmulo seja desconhecida..

## Religião e política
A suposição de que Massinger era um católico romano baseia-se em três de suas peças, The Virgin Martyr (licenciada em 1620), The Renegado (licenciada em 1624) e The Maid of Honor (c. 1621). A Virgem Mártir, na qual Dekker provavelmente teve uma grande participação, é realmente uma peça milagrosa, que trata do martírio de Doroteia no tempo de Diocleciano, e o elemento sobrenatural é usado livremente. Deve-se ter cuidado ao interpretar esta peça como uma elucidação das opiniões de Massinger; não é inteiramente obra dele. Em O Renegado, no entanto, a ação é dominada pela influência benéfica de um padre jesuíta, Francisco, e a doutrina da regeneração batismal é aplicada. DentroA Dama de Honra uma situação complicada é resolvida pela decisão da heroína, Camiola, de assumir o véu. Por isso ela é apresentada "para toda a posteridade um belo exemplo para as nobres donzelas imitarem".
Por outro lado, os personagens das peças de Massinger às vezes se disfarçam de clero católico (The Bashful Lover) e até ouvem confissões de crentes (O Imperador do Oriente) - uma violação de um sacramento que seria surpreendente para um católico.
Como observado acima, Massinger colocou preocupações morais e religiosas sobre considerações políticas, de maneira que ofendeu os interesses do rei e do estado em sua geração. Embora não seja um "democrata" em nenhum sentido moderno (ninguém em sua sociedade era), as simpatias políticas de Massinger, na medida em que podemos determiná-las em suas obras, podem tê-lo colocado em uma situação semelhante à do chefe da casa que ele reverenciado, o conde de Pembroke - que descobriu que não poderia apoiar o rei Carlos na Guerra Civil Inglesa e se tornou um dos poucos nobres a apoiar o lado parlamentar. Massinger não viveu o suficiente para ter que tomar uma posição nesse conflito.

## Estilo e influência

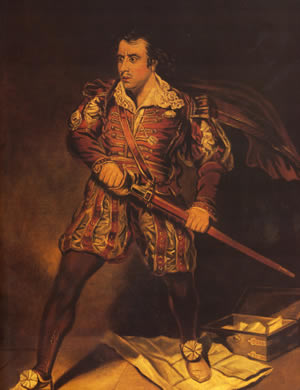
Kean (Giles Overreach)

Parece duvidoso que Massinger tenha sido um dramaturgo popular, pois as melhores qualidades de suas peças atrairiam mais políticos e moralistas do que o espectador comum. Ele contribuiu, no entanto, com pelo menos um grande e popular personagem para o palco inglês. Sir Giles Overreach, em A New Way to Pay Old Debts, é uma espécie de comercial Richard III, um composto do leão e da raposa, e o papel oferece muitas oportunidades para um grande ator. Ele fez outra contribuição considerável para a comédia de costumes em The City Madam. Na opinião de Massinger, The Roman Actor foi "o nascimento mais perfeito de sua Minerva". É um estudo do tirano Domiciano, e dos resultados do governo despótico sobre o próprio déspota e sua corte. Outros exemplos favoráveis de sua arte grave e contida são O Duque de Milão, O Bondman e O Grande Duque de Florença.
Para um exame da influência de William Shakespeare em Massinger, veja o ensaio de T. S. Eliot sobre Massinger. Inclui a famosa frase, "Poetas imaturos imitam; poetas maduros roubam...".
Em 2021, Making Massinger, uma peça de Simon Butteriss, foi gravada e transmitida pela Wiltshire Creative, que a encomendou. A peça é em versos e descrita como uma tragicomédia de vingança. O elenco inclui Samuel Barnett, Edward Bennett, Hubert Burton, Julia Hills, Jane How e Nina Wadia.

## Canon das obras de Massinger
O esquema a seguir é baseado no trabalho de Cyrus Hoy, Ian Fletcher e Terence P. Logan. (Consulte Referências.)
- The Maid of Honour,(c. 1621; impresso em 1632)
- The Duke of Milan, (c. 1621–3; impresso em 1623, 1638)
- The Unnatural Combat, (c. 1621–6; impresso em 1639)
- The Bondman, (1623; impresso em 1624)
- The Renegado, 1624; impresso em 1630)
- The Parliament of Love, (1624; MS)
- A New Way to Pay Old Debts, (c. 1625; impresso em 1632)
- The Roman Actor, (1626; impresso em 1629)
- The Great Duke of Florence, (1627; impresso em 1636)
- The Picture, tragicomedy (1629; impresso em 1630)
- The Emperor of the East, (1631; impresso em 1632)
- Believe as You List, tragedy (1631;[1] MS)
- The City Madam, (1632; impresso em 1658)
- The Guardian, (1633; impresso em 1655)
- The Bashful Lover, 1636; impresso em 1655)

### Colaborações
Com John Fletcher:
- Sir John van Olden Barnavelt, (1619)
- The Little French Lawyer, (c. 1619–23; impresso em 1647)
- A Very Woman, (c. 1619–22; 1634; impresso em 1655)
- The Custom of the Country, (c. 1619–23; impresso em 1647)
- The Double Marriage, c. 1619–23; impresso em 1647)
- The False One, (c. 1619–23; impresso em 1647)
- The Prophetess, (1622; impresso em 1647)
- The Sea Voyage, (1622; impresso em 1647)
- The Spanish Curate, (l1622; impresso em 1647)
- The Lovers' Progress ou The Wandering Lovers, (1623; revisado1634; impresso em 1647)
- The Elder Brother, (c. 1625; impresso em 1637).

Com John Fletcher e Francis Beaumont:
- Thierry and Theodoret, (c. 1607?; impresso em 1621)
- The Coxcomb, (1608–10; impresso em 1647)
- Beggars' Bush, (c. 1612–15?; revisado 1622?; impresso em 1647)
- Love's Cure, (c. 1612–15?; revisado 1625?; impresso em 1647).

Com John Fletcher e Nathan Field:
- The Honest Man's Fortune, (1613; impresso em 1647)
- The Queen of Corinth, (c. 1616–18; impresso em 1647)
- The Knight of Malta, (c. 1619; impresso em 1647).

Com Nathan Field:
- The Fatal Dowry, (c. 1619, impresso em 1632); Nicholas Rowe: The Fair Penitent

Com John Fletcher, John Ford, e William Rowley (?), ou John Webster (?):
- The Fair Maid of the Inn, (1626; impresso em 1647).

Com John Fletcher, Ben Jonson, e George Chapman (?):
- Rollo Duke of Normandy, ou The Bloody Brother, (c. 1616–24; impresso em 1639).

Com Thomas Dekker:
- The Virgin Martyr, (1620; impresso em 1622).

Com Thomas Middleton e William Rowley:
- The Old Law, (c. 1615–18; impresso em 1656).

Algumas dessas "colaborações" são de fato mais complexas: revisões de Massinger de peças mais antigas de Fletcher e outros, etc. juntos para escrever uma peça.)
Diz-se que mais de uma dúzia de peças de Massinger estão perdidas, embora os títulos de algumas delas possam ser duplicatas das peças existentes. Onze dessas peças perdidas eram manuscritos usados pelo cozinheiro de John Warburton para acender fogueiras e fazer tortas. A tragédia The Jeweler of Amsterdam (c. 1616–19) pode ser uma colaboração perdida, com Fletcher e Field.
A lista dada acima representa um consenso de erudição; críticos individuais atribuíram várias outras peças, ou partes de peças, a Massinger - como The Faithful Friends, ou os dois primeiros atos de The Second Maiden's Tragedy (1611).
As obras independentes de Massinger foram coletadas por Thomas Coxeter (4 vols., 1759, edição revisada com introdução por Thomas Davies, 1779), por J. Monck Mason (4 vols., 1779), por William Gifford (4 vols., 1805, 1813) ), por Hartley Coleridge (1840), pelo tenente-coronel Cunningham (1867), e seleções de Arthur Symons na Série Sereia (1887–1889).
O trabalho subsequente sobre Massinger inclui Philip Edwards e Colin Gibson, eds., The Plays and Poems of Philip Massinger (5 vols., Oxford, 1976), Martin Garrett, ed., Massinger: the Critical Heritage (London, 1991), capítulos em Annabel Patterson, Censorship and Interpretation: the Conditions of Writing and Reading in Early Modern England (Madison, 1984) e Martin Butler, Theatre and Crisis 1632–1642 (Cambridge, 1984), e Martin Garrett, "Philip Massinger" no dicionário revisado de Biografia Nacional (Oxford, 2005).